# Bathysuchus
Bathysuchus es un género extinto de teleosáurido crocodiliforme que vivió en el Jurásico Superior (Kimmeridgiense-Titoniense). Ejemplares fosilizados han sido hallados en Inglaterra y Francia. 

## Sistemática
La especie tipo de Bathysuchus, B. megarhinus, fue originalmente llamada Teleosaurus megarhinus por Hulke (1871). Sin embargo, Lydekker (1888) asignó la especie a Steneosaurus. Un análisis cladístico de Mueller-Towe (2005) no logró recuperar T. megarhinus como parte de Steneosaurus, y Foffa et al. (2019) lo asignó a un nuevo género, Bathysuchus.